# Hylopezus
Hylopezus is een geslacht van vogels uit de familie Grallariidae. Het geslacht telt zes soorten. De naam van het geslacht werd in 1909 geldig beschreven door de Amerikaanse vogelkundige 
Robert Ridgway. De geslachtsnaam Hylopezus is samengesteld uit de Griekse woorden ὑλη (hulē) wat "bos" betekent en πεζος (pezos) wat "lopen" betekent.

## Soorten
De volgende soorten zijn bij het geslacht ingedeeld:
- Hylopezus auricularis  – Maskermierpitta
- Hylopezus macularius  – Roodflankmierpitta
- Hylopezus ochroleucus  – Vlekborstmierpitta
- Hylopezus paraensis  – Snethlages mierpitta
- Hylopezus perspicillatus  – Brilmierpitta
- Hylopezus whittakeri  – Altaflorestamierpitta